# Stictonetta naevosa
Stictonetta naevosa sau rața pistruiată este o specie de pasăre de apă endemică Australiei. Aceste păsări sunt de obicei prezente în Australia continentală, dar se dispersează în zonele umede de coastă și subcostale în perioada uscată. În astfel de perioade, populația de rațe pistruiate se adună frecvent în stoluri în aceeași zonă, dând impresia că sunt mai frecvente decât sunt în realitate.
Populația de rațe pistruiate riscă să scadă și mai mult din cauza distrugerii habitatelor, a secetei și a vânătorii. Deseori, distrugerea habitatului și seceta pot duce la o creștere a vânătorii, deoarece rața pistruiată este forțată să se disperseze în zonele de coastă, unde este posibil să nu fie recunoscută ca specie protejată.

## Galerie

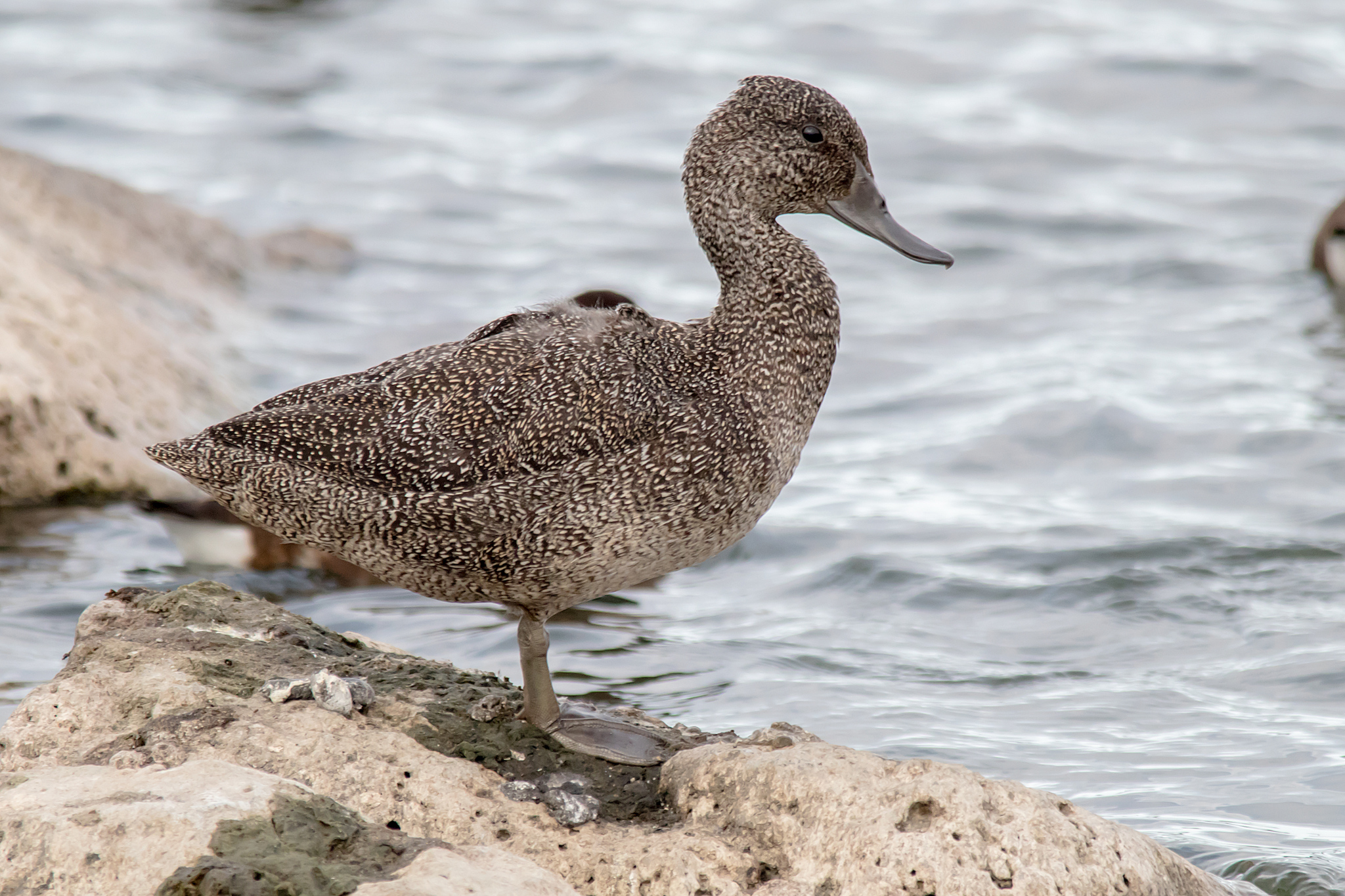
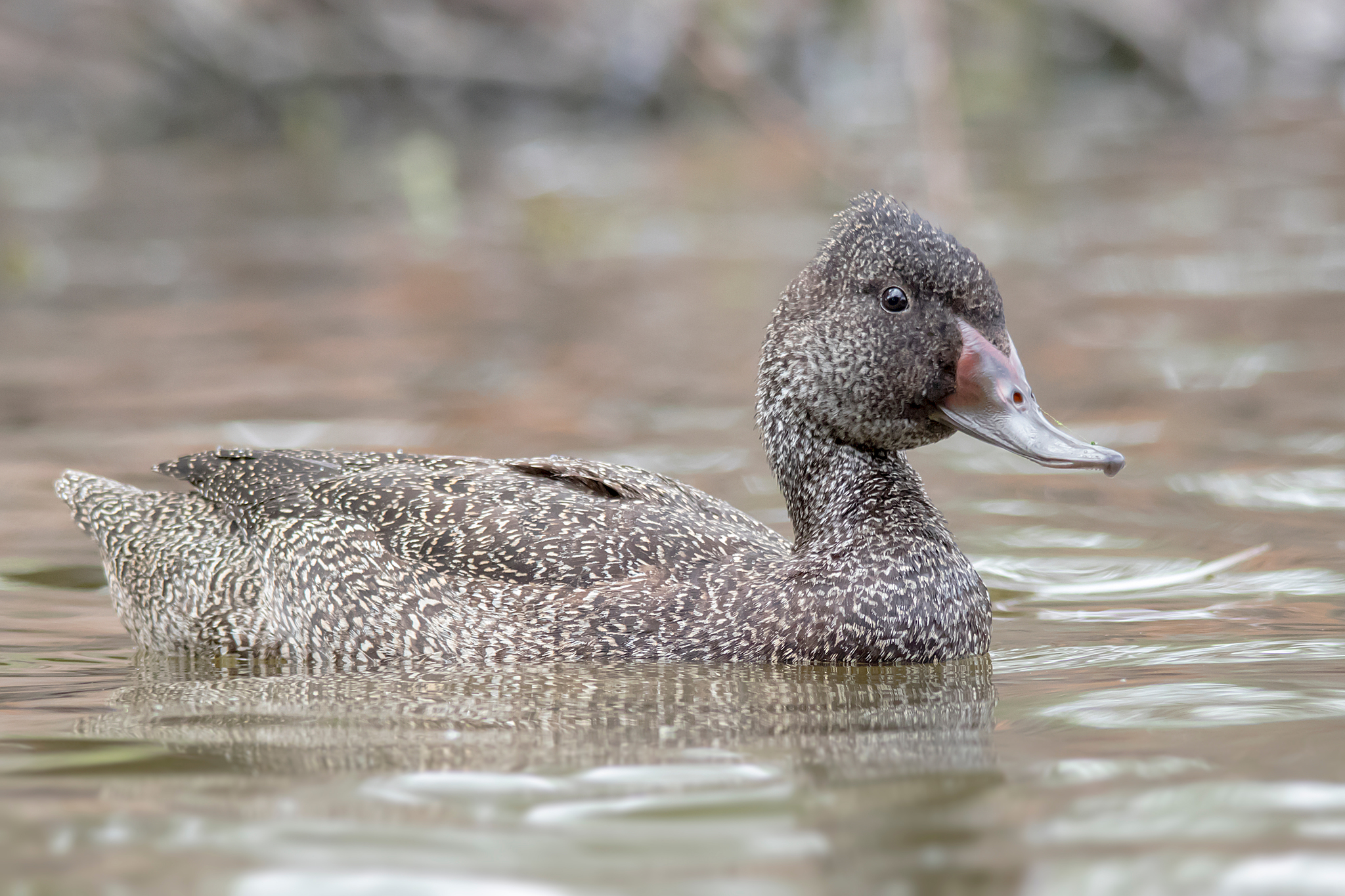
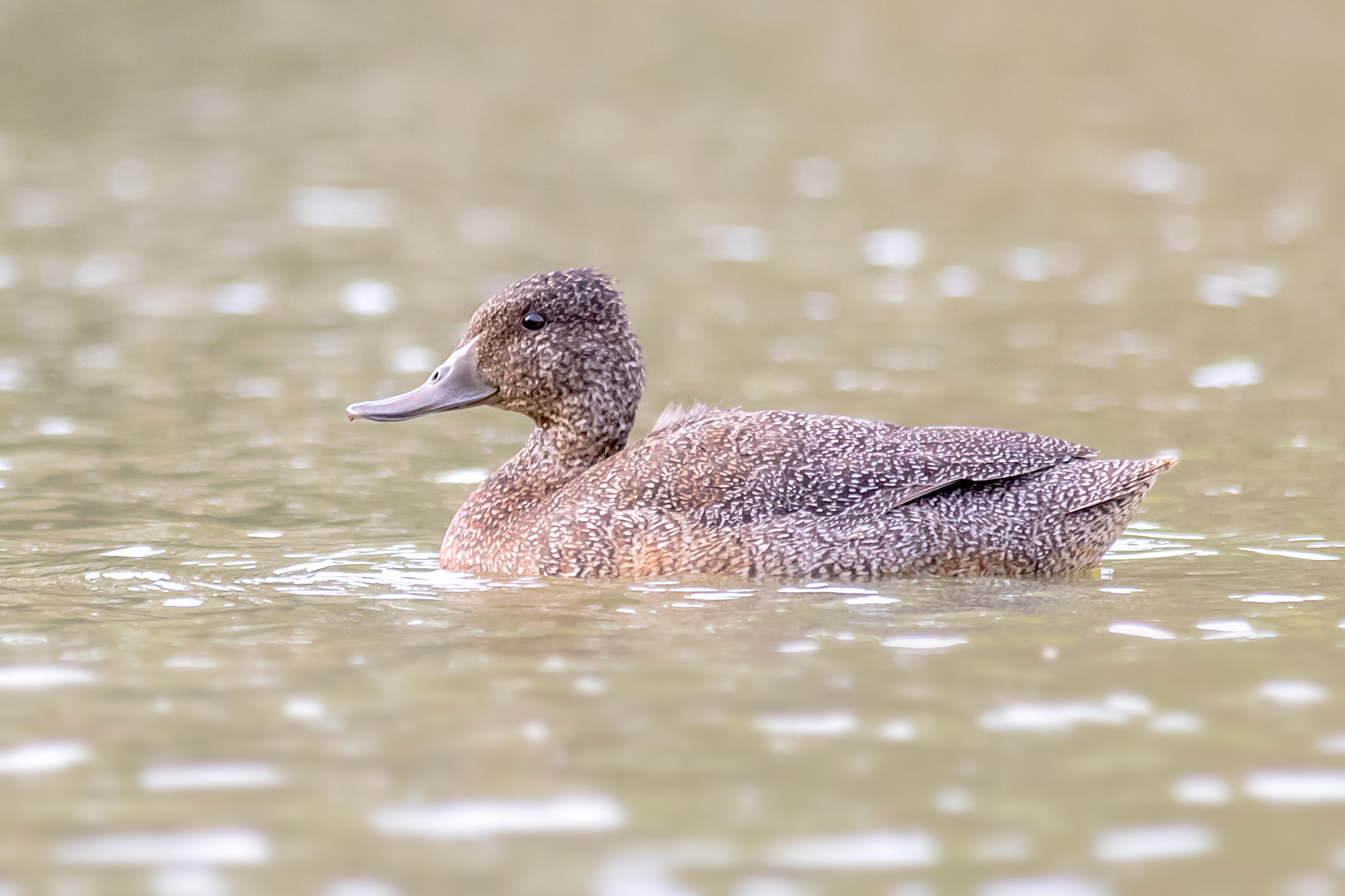